# Latodrepanus pulvinarius
Latodrepanus pulvinarius là một loài bọ cánh cứng trong họ Bọ hung (Scarabaeidae).